# Аргентино-бразильская война
Аргентино-бразильская война (исп. Guerra Argentino-brasileña) — вооружённый конфликт, продолжавшийся с 10 декабря 1825 года по 27 августа 1828 года между Соединёнными провинциями Рио-де-ла-Платы и Бразильской империей из-за провинции Сисплатина и окончательно завершившийся подписанием мирного договора.
В Аргентине этот вооружённый конфликт известен под названием Бразильская война (исп. Guerra del Brasil) или Война против Бразилии (исп. Guerra contra Brasil), в Бразилии его называют Сисплатинская война (порт.-браз. Guerra da Сisplatina).

## Предыстория
Под предводительством Хосе Хервасио Артигаса регион, известный как Восточный берег в бассейне реки Рио-де-ла-Плата, восстал против испанского владычества в 1811 году, вскоре после Майской революции 1810 года в Буэнос-Айресе. Португальская империя, воспользовавшись борьбой Артигаса против притязаний Буэнос-Айреса на Восточный берег и отсутствием стабильной власти, вторглось на эту территорию в 1816 году.
В ходе четырёхлетней войны Артигас потерпел поражение от португало-бразильских войск в 1820 году в битве при Такуарембо. Затем Соединенное Королевство Португалии, Бразилии и Алгарве официально аннексировало Восточный берег как провинцию Королевства Бразилия под названием Сисплатинская. После аннексии новой территории португальцы получили стратегический доступ к Рио-де-ла-Плате и контроль над главным портом устья, городом Монтевидео.
После обретения Бразилией независимости в 1822 году Сисплатинская провинция осталась провинцией недавно образованной Бразильской империи. Она направила двух делегатов на Учредительное собрание 1823 года, которому было поручено разработать первую конституцию Бразилии. Конституция, разработанная Собранием, была отклонена императором Педру I, который распустил Собрание и сам издал конституцию в 1824 году. В соответствии с Конституцией 1824 года Сисплатинская провинция пользовалась значительной степенью автономии, большей, чем другие провинции в составе Империи.

## Восстание на Восточном Берегу (Уругвай)
С целью восстановить контроль над провинцией правительство Соединённых Провинций Рио-де-ла-Платы убедили самую сильную политическую группу провинции (известную как Treinta y Tres Orientales), руководимую Хуаном Антонио Лавальехой и Фруктуосо Риверой, восстать против бразильского правительства и стало оказывать им политическую и материальную поддержку. В апреле 1825 года повстанцы вынудили бразильцев эвакуировать часть территории. В августе в городе Флорида был собран Конгресс, который провозгласил независимость провинции от Португалии и Бразильской империи, подтверждая принадлежность провинции к Соединённым провинциям.

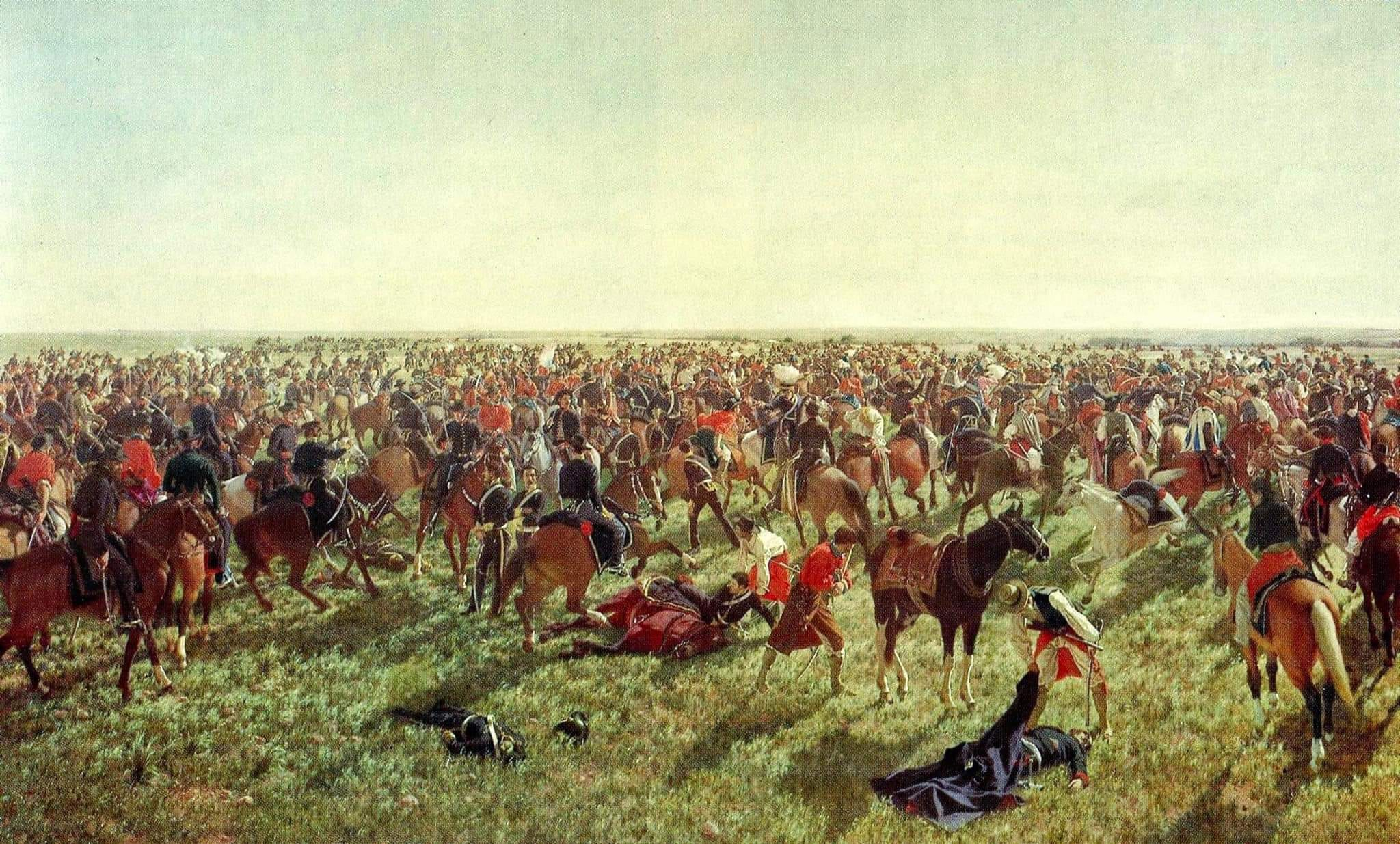
Битва при Саранди

12 октября 1825 года повстанцы одержали победу над бразильцами в битве при Саранди, и в результате 24 октября Соединенные провинции согласились положительно ответить на просьбу о воссоединении. В ответ 10 декабря 1825 года Бразилия объявила войну Соединённым Провинциям. 1 января 1826 года Аргентина объявила войну Бразилии.
В силу экономической зависимости обеих держав от Великобритании британский министр иностранных дел Джордж Каннинг сыграл очень важную роль в конфликте и его результатах. В частности, Британия хотя и несла финансовые потери из-за прекращения торговли, но и предоставляла военные ссуды обеим сторонам конфликта.

## Ход войны
Стратегия обеих стран отражала их возможности. Бразилия была крупной военно-морской державой с 96 военными кораблями, обширной прибрежной торговлей и большой международной торговлей, которая велась в основном на британских, французских и американских кораблях. С началом войны бразильский флот блокировал устье реки Ла-Плата и её порты Буэнос-Айрес и Монтевидео. Но бразильские более крупные суда не могли действовать на мелководье устья Ла-Платы. Соединенные провинции Рио-де-ла-Плата имели аналогичные международные торговые связи, но их флот состоял всего из полудюжины боевых кораблей и нескольких канонерских лодок для защиты порта. Оба флота испытывали недостаток в местных моряках и в значительной степени полагались на британских и, в меньшей степени, американских и французских офицеров и матросов, наиболее известными из которых были аргентинский командующий, адмирал ирландского происхождения Уильям Браун и командир прибрежной эскадры бразильского флота, английский коммодор Джеймс Нортон. 
Аргентинский флот был вынужден переместиться на юг, сначала к городу Энсенада, а затем Кармен-де-Патагонес. Аргентинцы пытались преодолеть блокаду, используя эскадру Брауна, в то же время выпустив каперов, чтобы атаковать бразильскую морскую торговлю в Южной Атлантике со своих баз в Энсенада и более отдаленной в Кармен де Патагонес.
Попытки блокады Буэнос-Айреса оказались неэффективными, поскольку бразильцы не останавливали нейтральные корабли. Их флот также должен был снабжать изолированные гарнизоны в Монтевидео и Колония-дель-Сакраменто. Однако на море она добилась некоторых успехов: в январе 1826 года бразильцы захватили небольшую шхуну «Либертад дель Сур»; 9 февраля аргентинская и бразильская флотилии встретились в безрезультатном бою у мыса Колларес. Аргентинский командующий Уильям Браун затем атаковал Колонию-дель-Сакраменто, но был отбит, потеряв свою бригантину; четыре дня спустя в ходе новой атаки аргентинцы сожгли бразильскую бригантину «Реал Педро» ценой трех больших лодок и 200 человек. Стычки на море продолжались весь 1826 год. Самая важная из них произошла 29 июля, когда Браун атаковал и после ожесточенного боя заставил отступить бразильскую эскадру, пытавшуюся провести тесную блокаду Буэнос-Айреса. В октябре и ноябре аргентинская кавалерия продвинулась в горы Сьерра-де-ла-Вентана.
Бразильский император Педру I начал новое сухопутное наступление в конце 1826 года, собрав солдат на юге страны. Преимущественно наступление велось силами добровольцев и европейских наёмников. Однако он не имел возможности послать большую армию для сопротивления аргентинцам из-за постоянных восстаний в провинциях самой Бразилии. Недостаток людей замедлил действия бразильской армии против уругвайцев и аргентинской армии. Война приняла характер небольших столкновений.

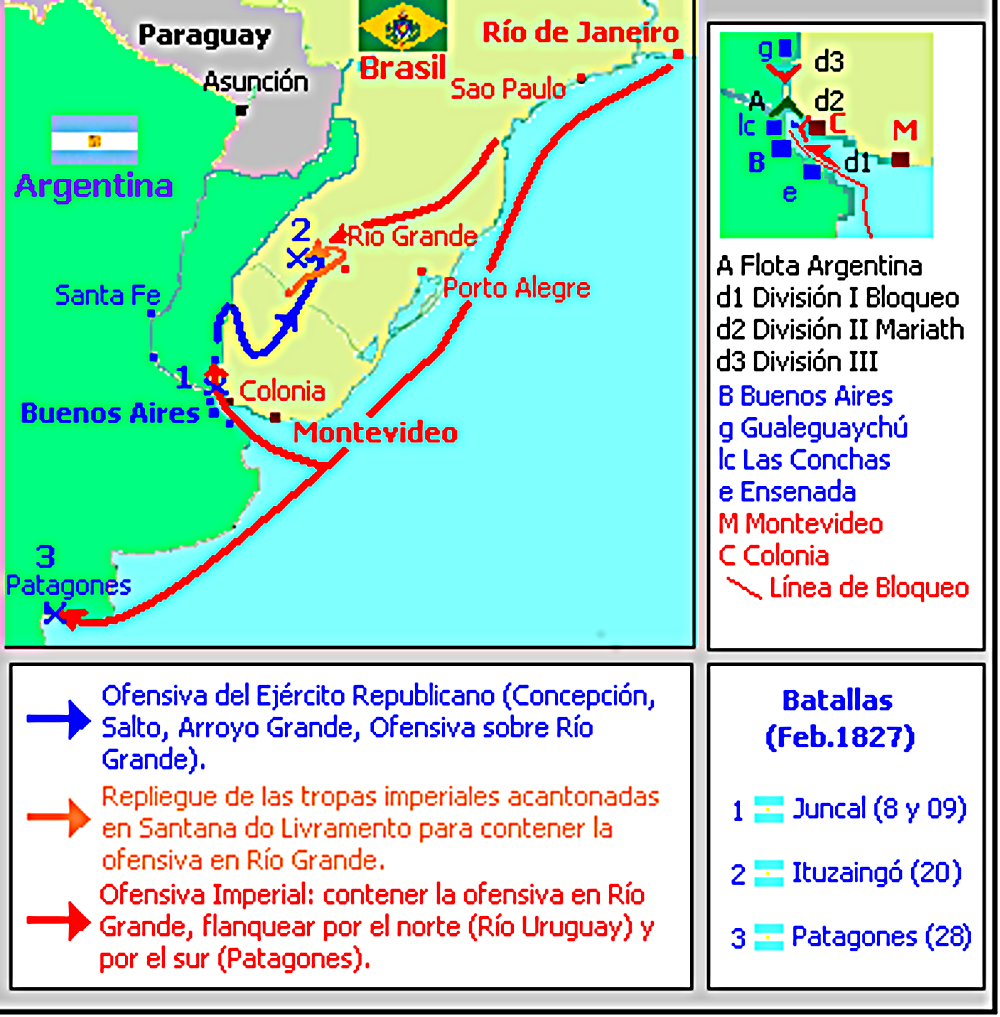
Карта боевых действий в 1827 г.

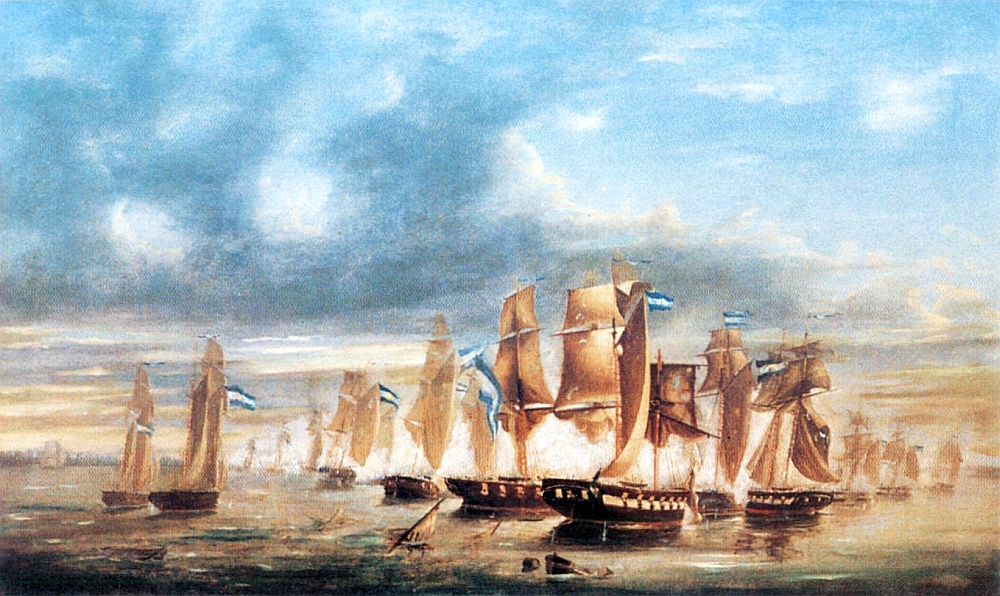
Сражение при Хункале 9 февраля 1827 года

В свою очередь, в декабре 1826 года аргентинско-уругвайская армия под командой генерала Карлоса Марии де Альвеара тремя колоннами выступила из Арройо-Гранде с целью захватить Баже и бразильскую провинцию Риу-Гранди-ду-Сул. Баже был взят без боя 26 января 1827 года, но в феврале начались стычки с бразильскими войсками маркиза де Барбасены. Бразильцы перешли в контрнаступление и навязали аргентинской армии сражение у реки Санта-Мария. Сражение при Итусаинго, произошедшее 20 февраля 1827 года, стало крупнейшим сражением войны (6300 человек и 20 орудий на стороне Бразилии, 7700 человек и 16 орудий на стороне союзников). Хотя аргентино-уругвайские войска разбили бразильскую армию, но победа не стала решающей, потери были примерно равными, и в марте союзники отошли из Бразилии

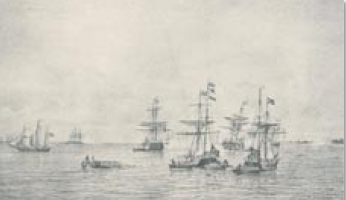
Битва при Монте-Сантьяго

В это же время 8 февраля 1827 года эскадра адмирала Брауна разгромила бразильскую эскадру в битве на реке Уругвай при Хункале. В марте Бразилия попыталась захватить Кармен-де-Патагонес, но не имела возможности послать достаточные силы, и атака была отбита местным ополчением. В начале апреля бразильцам повезло больше: они перехватили эскадру Брауна, пытавшуюся выйти в море с намерением атаковать морские пути сообщения Бразилии. В результате боя 7-8 апреля при Монте-Сантьяго аргентинцы потеряли два корабля, а третий получил серьезные повреждения. 
Новая попытка вторжения в Бразилию сухопутными войсками союзников закончилась неудачей, и из-за усталости и деморализации аргентинской армии в мае 1827 года сухопутный фронт практически замер до конца года. Положение армии было плачевным: солдатам не платили зарплату, у них не было даже боеприпасов более чем на один бой. Осады Монтевидео и Колонии-дель-Сакраменто зашли в тупик.
К 1828 году превосходящие силы бразильских блокирующих эскадр фактически уничтожили военно-морские силы аргентинцев в Лагуна-Мерин и успешно задушили торговлю Буэнос-Айреса, тем самым уменьшив доходы правительства, которые она приносила. Ставший главнокомандующим союзников Лавальеха попытался оживить боевые действия, как, например, в битве при Падре-Филиберто 22 февраля 1828 года, но не добился никакого успеха. Чуть позже Лавальеха отступил на юг, оставив лишь форпост в Ягуароне, который был покинут после боя, и аргентинцы отошли на юг в сторону Серро-Ларго. Таким образом, войска обеих сторон были разделены большим расстоянием до конца войны.
Значительные военные расходы и давление Британии не давали Бразилии возможности продолжать войну. Обе стороны несли значительные финансовые потери, а международная торговля в районах Ла-Платы (прежде всего с Британией) практически прекратилась, в результате переговоры стали выгодны обеим сторонам.

## Результаты войны
Переговоры начались в 1828 году в Рио-де-Жанейро. Посредниками на них выступили Франция и Великобритания, под давлением которых Аргентина и Бразилия в августе подписали мирный договор. Договор установил независимость Восточного Берега, который получил название Уругвай и де-факто стал буферным государством. Это означало ограничение экспансии Бразилии, но она получила право на свободное судоходство по Ла-Плате, что позволило ей использовать Парану и Парагвай для перевозки грузов из внутренних районов континента. В самой Бразилии потеря провинции стала новым поводом для недовольства населения правительством Педру I, особенно после дорогостоящей и непопулярной войны. Хотя эта война и не была главной причиной отречения императора от трона в 1831 году, она внесла свой вклад. Война привела к усилению экономического влияния Британской империи, которая получила право беспошлинной торговли в стратегическом районе Ла-Платы.